# Hammett (Film)
Hammett ist der erste Hollywood-Film des deutschen Regisseurs Wim Wenders. Er entstand zwischen 1978 und 1982 nach einem Roman von Joe Gores. Der Kriminalfilm erzählt eine fiktive Geschichte aus dem Leben des Schriftstellers Dashiell Hammett.
Francis Ford Coppola, der Wim Wenders aufgrund des kommerziellen Erfolgs seines Films Der amerikanische Freund nach Hollywood geholt hatte, war Ausführender Produzent. Auf sein Drängen hin änderte Wenders mehrmals das Drehbuch und musste rund 80 Prozent des Films mehrmals drehen. Die Erfahrungen aus dieser Zusammenarbeit verarbeitete Wim Wenders in Der Stand der Dinge.

## Handlung
Ende der 1920er-Jahre lebt der ehemalige Privatdetektiv Samuel Dashiell Hammett als Schriftsteller in San Francisco. Sein Mentor und ehemaliger Kollege bei der Pinkerton-Agentur, Jimmy Ryan, bittet ihn, eine verschollene Chinesin namens Crystal Ling zu finden. Bei der Suche in Chinatown verliert er sein gerade fertiggestelltes Manuskript. Er findet Crystal Ling nicht, erhält jedoch von einem Journalisten namens Gary Salt ein Foto von ihr.
Als er in seiner Wohnung eintrifft, wartet die gesuchte Crystal Ling dort auf ihn. Hammett erfährt, dass sie eine Prostituierte im Bordell von Fong Wei Tau ist. Er versteckt sie in seiner Wohnung und besucht Fong. Mit Hilfe eines asiatischen Mädchens kann er dort Ryan befreien, der von Fong gefangen genommen worden war.
Inzwischen wurde Hammetts Wohnung durchwühlt, Crystal Ling befindet sich nicht mehr dort. Die Polizei zeigt Hammett eine Leiche, die sie für Crystal Ling hält.
Über einen Losverkäufer finden Hammett und seine Freundin Kit die Wohnung von Salt, der in Wirklichkeit Pornofotograf ist. In dieser Wohnung soll Crystal Ling sich öfter aufgehalten haben. Kit findet in der Wohnung sechs Fotos, auf denen Crystal Ling und die reichsten Männer der Stadt abgebildet sind. Salt kommt in Begleitung eines Unbekannten nach Hause, der die Fotos verlangt, und Salt erschießt, als der sie nicht findet.
Hammett besucht Eddie Hagedorn, der auf einem der Fotos abgebildet ist, und klärt ihn über das Geschehen auf. Wie sich herausstellt, ist der Unbekannte Hagedorns Leibwächter. Als der sich auf Hammett stürzen will, tötet Hagedorn ihn.
Wie Hammett wenig später erfährt, werden die sechs Geschäftsleute mit den Fotos erpresst. Er wird beauftragt, die Geldübergabe durchzuführen. Crystal Ling erwartet ihn in Fisherman’s Wharf, um ihm gegen eine Million Dollar die Negative auszuhändigen. Ryan, der ihr Partner war, bedroht sie jedoch mit einer Pistole, und fordert das Geld von ihr, aber die Chinesin erschießt ihn.

## Produktion

### Planung
Aufgrund der Bedeutung, die Dashiell Hammett in den Vereinigten Staaten hat, wollte Francis Ford Coppola, dass ein Ausländer Regie führte, der Hammett aus einer anderen Perspektive sehen könnte. Er bot das Projekt zunächst Nicolas Roeg und François Truffaut an, und erst nachdem diese abgelehnt hatten Wim Wenders. Dieser begann 1978 gemeinsam mit Joe Gores, für den Film zu recherchieren. Er besuchte die Originalschauplätze, wohnte eine Zeit lang in Hammetts früherer Wohnung, und suchte dessen Witwe Josephine Dolan sowie Lillian Hellman auf.
Wenders plante Hammett als eine Hommage an den Film noir. Da Coppola ihm sämtliche Freiheiten zugesichert hatte, gedachte Wenders, den Film in Schwarzweiß zu drehen, und deutsche Mitarbeiter, wie den Schauspieler Rüdiger Vogler und den Kameramann Robby Müller einzusetzen. Die Titelrolle sollte Sam Shepard spielen, für die musikalische Gestaltung war Ry Cooder Wenders' Wunschkandidat. Doch Coppola war damit nicht einverstanden, ebenso wie die Orion Pictures Corporation, die den Film finanzierte, und einen publikumswirksamen Actionfilm mit in Amerika bereits bekannten Schauspielern wünschte. So wurde für die Hauptrolle Frederic Forrest verpflichtet. Dieser war die Wunschbesetzung Nicolas Roegs gewesen, den Produzenten jedoch erst nach den Erfolgen von Apocalypse Now und The Rose berühmt genug. Für die Filmmusik wurde der durch seine Beteiligung an James-Bond-Filmen berühmte John Barry engagiert, dessen Musik die Stimmung des Films gut unterstützt, und von den Kritikern gelobt wurde.

### Die Drehbuchfassungen von Pope und O’Flaherty
Zudem wurde Joe Gores' Drehbuch umfangreich überarbeitet. Wenders wünschte sich, nachdem er sich einige Zeit mit dem Stoff beschäftigt hatte, eine Handlung, die sich stärker am realen Hammett orientiert. Zunächst wurde Thomas Pope damit beauftragt. Dieser orientierte sich bei der Überarbeitung an Hammetts Roman Der Malteser Falke und dessen Verfilmung Die Spur des Falken. Nach Popes Drehbuch wurde unter Mitwirkung von Sam Shepard und Gene Hackman eine als Hörspiel funktionierende vollständige Tonspur angefertigt, die am Computer mit den Zeichnungen des Storyboards unterlegt und Coppola vorgespielt wurde. Dieser war damit unzufrieden, warf das Drehbuch aus dem Fenster und ersetzte Pope durch Dennis O’Flaherty.
Auf Basis von dessen noch immer unvollendeter Version begannen im Februar 1980 die Dreharbeiten. Gegen den Willen Coppolas gab Wenders seiner Ehefrau Ronee Blakley eine umfangreiche Rolle. Er wollte zunächst ihr anstelle von Marilu Henner die weibliche Hauptrolle geben, dies wurde jedoch von den Produzenten abgelehnt. Daraufhin erhielt sie eine ursprünglich kleine Rolle, die jedoch immer weiter ausgebaut wurde, wobei Wenders sich immer weiter von O’Flahertys Drehbuch entfernte. Er war der Meinung, das fehlende Ende so im Studio entwickeln zu können. Da Coppola mit dieser Arbeitsweise nicht einverstanden war, stoppte er die Dreharbeiten. Hauptdarsteller Forrest war hingegen von der Leistung Blakleys sowie von Wenders' Arbeitsweise sehr angetan.
Mit dem entstandenen Material waren Coppola und die Orion Pictures Corporation in keiner Weise zufrieden. Coppola soll es den schlechtesten Film, den er je gesehen habe, genannt haben. Die Produktionskosten betrugen zu diesem Zeitpunkt bereits mehrere Millionen Dollar.
Nachdem O’Flaherty, Wenders, Coppola selbst und dessen Freund Dennis Jakob, der ihn bereits bei den Arbeiten an Apocalypse Now unterstützt hatte, ohne zufriedenstellenden Erfolg versucht hatten, das Drehbuch fertigzustellen, wurde mit Ross Thomas ein weiterer Drehbuchautor engagiert. Coppola und Hauptdarsteller Forrest waren währenddessen mit den Arbeiten an Einer mit Herz beschäftigt. Diese sollten im Februar 1981 abgeschlossen sein, verzögerten sich jedoch.

### Abschluss der Dreharbeiten
Anstatt nur die noch fehlenden Szenen zu ergänzen, schrieb Thomas fast das gesamte Drehbuch um. Nach dieser Fassung wurde ab November 1981 der Film fast komplett neu gedreht. Dabei wurden auch Teile des Stabs ausgetauscht, so wurde Brian Keith, der aufgrund anderweitiger Verpflichtungen keine Zeit hatte, durch Peter Boyle ersetzt. Philip Lathrop wurde als neuer Kameramann anstelle des von Wenders sehr geschätzten Joseph F. Biroc engagiert. In seiner Freizeit drehte Wenders ohne Wissen Coppolas nach seinen eigenen Vorstellungen ein alternatives Ende, in welchem die Personen des Films in der Phantasie Hammetts mit denen aus Der Malteser Falke verschmelzen. Im Gegensatz zur ersten Filmfassung fanden die Dreharbeiten der überarbeiteten Filmversion im Studio statt. In der endgültigen Kinofassung stammen 30 Prozent des verwendeten Materials aus den ursprünglichen Dreharbeiten und 70 Prozent aus den Nachdrehs.

### Director’s Cut
Die Rohversion des Films in der Fassung, die Wenders ursprünglich Coppola vorlegte, ist nicht erhalten. Das Studio vernichtete alle Negative und Kopien, die nicht in der veröffentlichten Version verwendet wurden. Es gibt jedoch einen Video-Mitschnitt vom Schneidetisch. Er zeigt eine technisch schlecht erhaltene Fassung, in der etwa zehn Minuten fehlen und durch Zeichnungen des Storyboards ersetzt wurden. Das Filmmuseum München hat eine Kopie dieser Version digital restauriert und bisher einmal im Mai 2015 gezeigt. Die Arbeitskopie hat eine Länge von 136 Minuten.

## Verarbeitung durch Wenders
In den vier Jahren, in denen Hammett entstand, drehte Wenders noch zwei weitere Filme, Nick's Film und Der Stand der Dinge. Letzterer handelt von einem Regisseur, der von seinem Produzenten im Stich gelassen wird, und weist deutliche Parallelen zur Entstehungsgeschichte von Hammett auf. So sind etwa – wie auch bei Hammett – die Geldgeber nicht damit einverstanden, dass der Regisseur einen Schwarzweißfilm machen möchte. Der Stand der Dinge wurde 1983 in Venedig mit dem Goldenen Löwen ausgezeichnet.
Im dokumentarischen Kurzfilm Reverse Angle von 1982 berichtet Wenders nebenbei vom Schnitt des Kriminalfilms Hammett am Schneidetisch in der Postproduktion.

## Veröffentlichung
Uraufgeführt wurde der Film 1982 bei den Filmfestspielen von Cannes. Die Kritiken waren durchwachsen, auch Wenders selbst war mit seinem Werk nicht zufrieden. Als der Film 1983 in die Kinos kam, hielt sich auch das Interesse des Publikums in Grenzen. Die etwa 15 Millionen Dollar teure Produktion wurde ein finanzieller Misserfolg.
Gelobt wurden von den Kritikern vor allem die Szenenbilder von Dean Tavoularis und die Kameraführung sowie die Atmosphäre des Films. Unter Fans genießt Hammett bis heute Kultstatus.

## Kritiken
„Stilsicher fotografiert und inszeniert, regt der atmosphärisch sehr dichte Film zu Reflexionen über das Schreiben und Erleben von Geschichten sowie über die Wesensmerkmale und die Faszination der Vorbilder der ‚Schwarzen Serie‘ an. Diese werden zwar letztlich nicht erreicht, dennoch fasziniert der Film durch die notgedrungen eingesetzte Künstlichkeit des Studio-Dekors, das in seiner ausgefeilten Stilisierung ein elegantes Schauvergnügen mit leicht nostalgischem Touch bietet.“

„Ach hätte er doch seine ‚Hammett‘-Version von 1978 gedreht, schwarzweiß und an den vergammeltsten Ecken von San Francisco. Vermurkster als die Geschichte, die jetzt auch in die deutschen Kinos kommt, kann sie nicht gewesen sein.“

Hans-Christoph Blumenberg bezeichnete Hammett im Mai 1982 zunächst als einen „aufgetakelten Oldtimer“, der zwar handwerklich makellos, jedoch kalt und tot ist. Später änderte er seine Meinung und schrieb im Oktober, der Film sehe auf den zweiten Blick viel besser aus. Die Hauptfigur Hammett sei eine typische Wenders-Figur, durch die komplexe Handlung werde der Zuschauer aber davon abgelenkt. Wie Urs Jenny führt auch Blumenberg die Schwächen des Films auf die von Hollywood vorgegebene und für Wenders untypische Arbeitsweise zurück.
Cinema schrieb, der Film sei eine „Hommage an den Autor Dashiell Hammett“, der „als Pionier der modernen amerikanischen Kriminalerzählung“ gilt und eine „Flunkerbiografie voller Nostalgie“.

## Auszeichnungen
Wim Wenders wurde 1982 für die Goldene Palme nominiert.

## Dies und Das
- Die Darsteller Frederic Forrest und Marilu Henner heirateten während des Drehs, ließen sich aber schon 1983 wieder scheiden.